# An African City
An African City è una serie web ghanese pubblicata su YouTube nel 2014.
Ideata e scritta da Nicole Amarteifio, la fiction richiama volutamente la serie statunitense Sex and the City, della quale riprende anche le tematiche. Ambientata ad Accra, in Ghana, affronta l'argomento del sesso visto dal punto di vista di alcune donne africane di successo. Le protagoniste sono, come in Sex and the City, delle amiche, cinque giovani affascinanti e colte, ritornate nel paese natale dopo aver vissuto nel mondo occidentale.
Dopo la pubblicazione su YouTube, piattaforma sulla quale ha un canale apposito, ha generato un notevole interesse nei media; in particolare un articolo della CNN l'ha ritenuta "in grado di smantellare gli stereotipi", anche se secondo alcuni critici sarebbe difficile per le donne africane immedesimarsi nella serie.

## Personaggi e interpreti
- Ngozi, interpretata da Esosa Edosomwan.
Ragazza nigeriana cresciuta nel Maryland.
- Zainab, interpretata da Maame Adjei.
Ghanese nata in Sierra Leone e cresciuta ad Atlanta.
- Nana Yaa, interpretata da MaameYaa Boafo.
Ghanese cresciuta nei dintorni di New York.
- Sade, interpretata da Nana Mensah.
Ragazza di origine ghanese e nigeriana, cresciuta in Texas.
- Makena, interpretata da Marie Humbert.
Ragazza keniota che ha vissuto la maggior parte della sua vita a Londra.

## Episodi
| nº | Titolo originale      | Pubblicazione  |
| -- | --------------------- | -------------- |
| 1  | The Return            | 2 marzo 2014   |
| 2  | Sexual Real Estate    | 9 marzo 2014   |
| 3  | An African Dump       | 16 marzo 2014  |
| 4  | A Customs Emergency   | 23 marzo 2014  |
| 5  | The Belly Button Test | 30 marzo 2014  |
| 6  | He Facebooked Me      | 6 aprile 2014  |
| 7  | Condom Etiquette      | 13 aprile 2014 |
| 8  | An Ode To Saturdays   | 20 aprile 2014 |
| 9  | #TeamSade, #TeamNgozi | 27 aprile 2014 |
| 10 | A Big Decision        | 4 maggio 2014  |